# Маршания, Ада Лориковна
Ада Лориковна Маршания (груз. ადა მარშანია; род. 1 июля 1961, Сухуми, Грузинская ССР) — грузинский государственный и политический деятель. Работала в органах власти в изгнании Автономной Республики Абхазия. Политический секретарь Альянса патриотов Грузии, партии, прошедшей в парламент Грузии на выборах 2016 года.

## Биография
Родилась 1 июля 1961 года в Сухуми в семье видного советского учёного и государственного деятеля Лорика Маршания.
Детство провела в Сухуми и закончила там среднюю школу номер 19. После окончания школы поступила в Ленинградский государственный университет и закончила его юридический факультет по специальности «правоведение».
По возвращении в Грузию Ада Маршания занималась общественно-политической деятельностью, участвовала в национально-освободительном движении, завершившимся провозглашением независимости Грузии в 1990 году и распадом СССР в 1991 году. После провозглашения независимости и начала вооруженного конфликта в Абхазии была вынуждена переехать в Тбилиси вместе со своей семьёй.
Ада Маршания была депутатом Государственного совета Грузии в 1992—1995 годах, депутатом Парламента Грузии в 1995—1999 годах и 1999—2004 годах. В 2003 году принимала участие в работе парламентской делегации Грузии в ОБСЕ, обсуждала пути решения абхазского конфликта. С 2011 года ведёт на телевизионном канале «Объектив» цикл передач, посвященных ситуации в Абхазии и проблеме абхазских беженцев.
После прихода к власти правительства Саакашвили Ада Маршания перешла в оппозицию, была членом Лейбористской партии Грузии и принимала участие в выборах 2008 года в составе партийного списка под номером 12 а также по мажоритарному округу в Зугдиди.
Впоследствии Ада Маршания вышла из Лейбористской партии и вступила в движение «Сопротивление» Давида Тархан-Моурави, принимала участие в акциях протеста против политики правительства Саакашвили. В декабре 2012 года Маршания вступила в политическую партию Альянс патриотов Грузии, созданную Ирмой Инашвили и Давидом Тархан-Моурави, став политическим секретарём партии.
В 2016 году, по итогам парламентских выборов, прошла в парламент по списку Альянса патриотов под номером 2.

## Княжеский род
Ада Маршания принадлежит к одному из древних княжеских родов Абхазии — Маршания (абх. Маршьан, абаз. Маршан, адыг. Марчинуко, убых. Маршенье).

## Семья
Ада Маршания замужем.